# Elecciones generales de Turquía de 1987

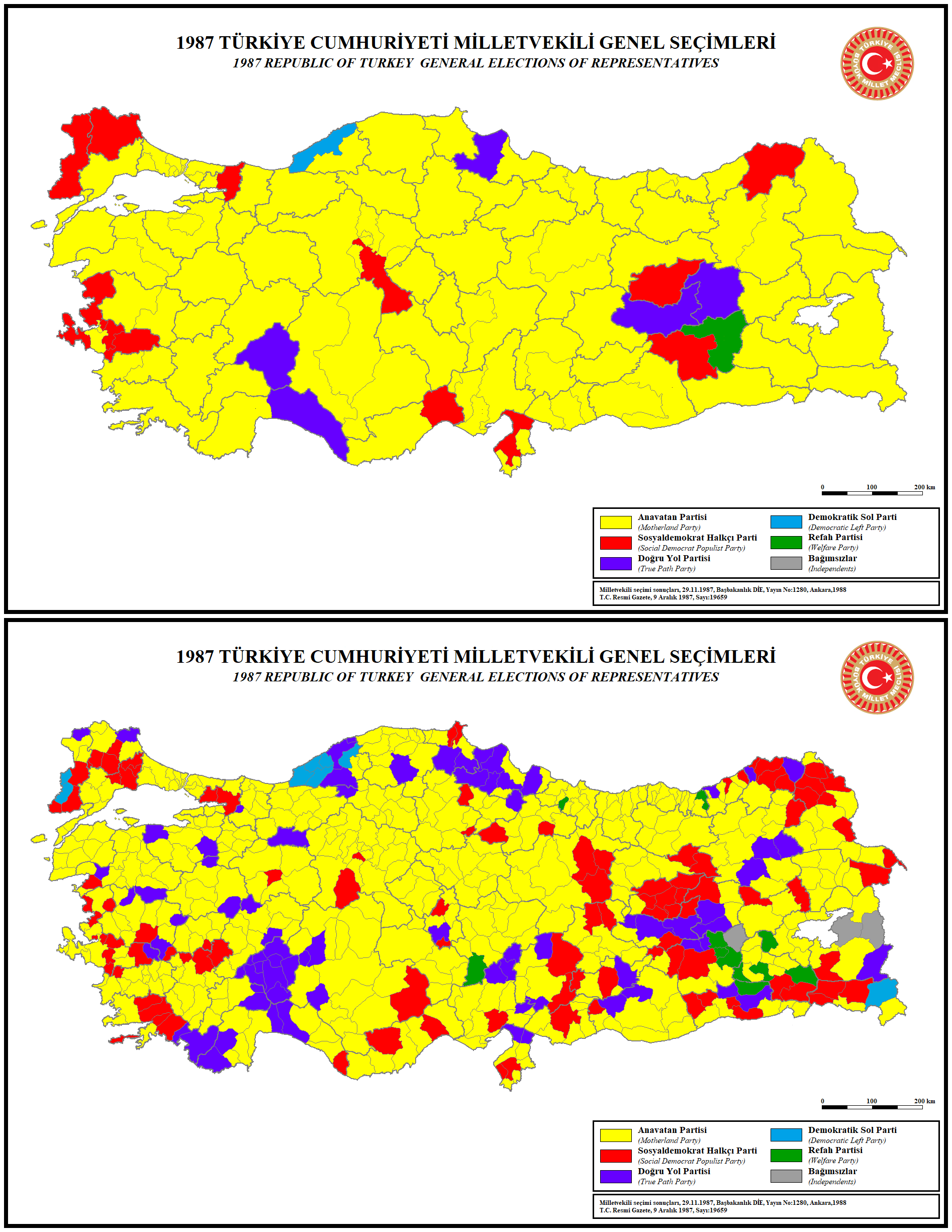

Las elecciones generales se celebraron en Turquía el 29 de noviembre de 1987. Esta elección fue importante por dos eventos; las restricciones de la Junta Militar a los antiguos políticos se levantaron para que volvieran a unirse a la escena política, mientras que el Partido de la Madre Patria conservó su mayoría en el parlamento al perder votos pero ganar más escaños, gracias al sistema electoral del país. La participación electoral fue del 93.28%.
Esta elección vio el regreso de la base religiosamente orientada de Necmettin Erbakan y los nombres simbólicos de la política en la década de 1970, Bülent Ecevit y Süleyman Demirel. Bülent Ecevit lideró el DSP porque CHP había sido prohibido después del golpe de 1980. Süleyman Demirel fundó el DYP para desafiar el poder de Turgut Özal sobre los votantes liberales conservadores.

## Resultados
|  | 36.31 % |

|  | 24.74 % |

|  | 19.10 % |

|  | 8.53 % |

|  | 7.16 % |

|  | 3.75 % |

|  | 0.37 % |

|  | 97.43 % |

|  | 2.57 % |

|  | 100.00 % |

|  | 93.28 % |